# 羅伯特·埃文斯 (天文學家)
罗伯特·欧文·埃文斯（英語：Robert Owen Evans，1937年2月20日—），是澳大利亚联合教堂的牧师，也是一位业余的天文学家，拥有42颗超新星的发现记录。

## 生平
罗伯特·埃文斯出生于澳大利亚悉尼，毕业于悉尼大学，主修哲学和现代史。埃文斯来自一个宗教家庭，受训成为卫理公会牧师，并于1967年由新南威尔士会议任命。他在1998退休之前担任“巡回传教士”。同时，他也是许多基督教福音传教士历史著作的作者。

## 超新星的发现
罗伯特·埃文斯于1955年开始致力于超新星的发现活动。他的第一个合适的天文观测仪器是一个他于1968年组装的25（9.8英寸）口径的牛顿望远镜。埃文斯于1981年首次正式在使用大口径望远镜之前发现了九颗超新星。在新南威尔士的库纳巴拉布兰生活时，他使用的是自己的40（16英寸）口径望远镜。从1995年初到1997年中期，埃文斯在赛丁泉天文台（他在天文台停留了约110个夜晚，其中约一半的时间适合观察）用1（3英尺3英寸）口径的望天文远镜观测了约10000个星系，发现了一个三视觉超新星，并在天文台所拍摄的照片上发现了另外的四颗超新星。
到2001年，罗伯特·埃文斯已经完成了33次超新星的视觉发现。到2005年底，尽管利用自动化望远镜发现超新星的竞争越来越激烈，但埃文斯发现的超新星的总数已增加到40个，外加一颗彗星。在2005年，埃文斯几乎完全依赖于他31厘米口径的杜布森望远镜。他在77个夜晚的107个小时30分钟的时间内报告了6814个星系的观测。在这期间，他发现了四颗超新星；其中三个颗已经被其他人发现，第四颗则是SN 2005df，这也是埃文斯在NGC 1559星系中发现的第三颗超新星（在SN 1984 4J和SN 1986 6L之后）和他的第四十个超新星的视觉发现。
在奥利佛·萨克斯的《一位火星上的人类学家》一书中，埃文斯的记忆力被描述为是“异常清晰”甚至“野蛮”的：他已经记住了1500个星系的位置，并且可以通过望远镜观察到它们的变化。在一次采访中，埃文斯报告说，他能够“在一个小时内观察到50个被散射到天空中的星系和120个在处女座中的星系”。在20世纪90年代之后，自动望远镜才开始使用，并且提供了相当的速度——比如卡茨曼自动成像望远镜。埃文斯在比尔·布莱森的《万物简史》中也被描述为具有突出的特点，书中引用埃文斯的话说：“我想，这 还是挺令人满意的啊。想一想，超新星发出的的光在太空里走了几百万年，抵达地球的时候恰好有个人在不偏不倚地望着那片天空，结果看到了它。能亲眼目睹这样一个重大事件，这似乎是挺不错的。”超新星1983N是埃文斯1983年在M3星系中最早发现的一颗超新星，后来被证明是一种新的超新星，被命名为1B型
。
2005年，埃文斯辞去了他任职了20年的美国变星观测者协会超新星搜索委员会的主席职位。目前，埃文斯生活在澳大利亚的Hazelbrook，在那里写书，用一个12英寸（31厘米）口径的反射望远镜，从他住处的后廊继续观测超新星。

## 福音复兴研究
罗伯特·埃文斯在对福音传道的研究中，撰写、出版、印刷和装订了十九世纪和二十世纪的传教士的著作。

## 荣誉
- 1985年，因对于超新星的观测，获得太平洋天文学会业余成就奖（Gregg Thompson）。

- 1986年，获澳大利亚天文学会Belnice奖和Arthur Page奖[9]。

- 美国变星观察者协会在十五个不同的场合授予他新星/超新星奖[10]。

- 被授予法兰西州立大学百年勋章[11]。

- 他是加拿大皇家天文学会名誉会员[11]。

- 他是国际天文联盟和澳大利亚天文学会的成员[11]。

- 1988年，因其对科学的贡献，他获得了澳大利亚勋章（OAM）[2][12]。

- 1996年，新南威尔士天文学会授予埃文斯最负盛名的荣誉——麦克尼文勋章[13]。

## 超新星发现列表

### 肉眼观测
- SN 1981A in NGC 1532. Type II.
- SN 1981D in NGC 1316. Type Ia.
- SN 1983G in NGC 4753. Type Ia.
- SN 1983N in NGC 5236. (M83.) Prototype of Type Ib.
- SN 1983S in NGC 1448. Type II.
- SN 1983V in NGC 1365. Type Ic.
- SN 1984E in NGC 3169. Type II.
- SN 1984J in NGC 1559. Type II.
- SN 1984L in NGC 991. Prototype of Type Ib.
- SN 1984N in NGC 7184. Type I.
- SN 1985P in NGC 1433. Type II
- SN 1986A in NGC 3367. Type Ia.
- SN 1986G in NGC 5128. (Cen A.) Type Ia.
- SN 1986L in NGC 1559. Type II.
- SN 1987B in NGC 5850. Type II.
- SN 1987N in NGC 7606. Type Ia.
- SN 1988A in NGC 4579. (M58.) Type II.
- SN 1989B in NGC 3627. (M66.) Type Ia.
- SN 1990K in NGC 150. Type II.
- SN 1990M in NGC 5493. Type Ia.
- SN 1990W in NGC 6221. Type Ic.
- SN 1991T in NGC 4527. Type Ia
- SN 1991X in NGC 4902. Type Ia.
- SN 1992ad in NGC 4411b Type II.
- SN 1992ba in NGC 2082. Type II.
- SN 1993L in IC 5270. Type Ia.
- SN 1995G in NGC 1643. Type II.
- SN 1995V in NGC 1087. Type II.
- SN 1995ad in NGC 2139. Type II.
- SN 1996X in NGC 5061. Type Ia.
- SN 1996al in NGC 7689. Type II.
- SN 1997bp in NGC 4680. Type Ia.
- SN 2000cj in NGC 6753. Type Ia.
- SN 2001du in NGC 1365. Type II.
- SN 2001ig in NGC 7424. Type IIb.
- SN 2003B in NGC 1097. Type II.
- SN 2003gd in NGC 628 (M74.) Type II.
- SN 2003gs in NGC 936 Type Ia.
- SN 2003hn in NGC 1448 Type II.
- SN 2005df in NGC 1559 Type Ia.
- SN 2007it in NGC 5530 Type II.
- SN 2008aw in NGC 4939 Type II.

### 图像观测
- SN 1988ai in ESO 293g34. (found in 2002.)
- SN 1996A. anonymous galaxy. Type II.
- SN 1996O. MCG +03- 41- 115. Type Ia.
- SN 1996ad. anonymous galaxy.
- SN 1996as. anonymous galaxy. Type II[14][15]

## 著作
- 《福音派世界观哲学》（1993）
- 《太平洋岛国和巴布亚新几内亚传福音纲要》（1996,2007两次编辑）
- 《新西兰传福音》（和麦肯齐·罗伊一同编著，1999）
- 《早期澳大利亚传福音》（2000,2007）
- 《1880-1914：澳大利亚福音传道》（第一卷，2005）
- 《天堂之火：1800年至1840年北纽约“火烧区”复兴与精神欺骗的描述与分析》（2005）
- 《福音传道者埃米莉亚·贝耶兹：在澳大利亚和英国的职业生涯》（2007）
- 《托马斯·库克：英国传教士在澳大利亚和新西兰，1894-1895》（2007）
- 《1883-1918年的澳大利亚传教士协会》（2010）
- 《1919-1945年的澳大利亚传教士协会》（2011）
- 《福音传教士邓肯·赖特在新西兰》（和麦肯齐·罗伊一同编著，2012）
- 《弗兰西斯修女》（2014）
- 《J·欧·伊文博士的晚年神职任期》（2014）
- 《宗教社会的精神冲击》（2014）
- 《杰德迪亚·伯查德得的真相？》（2014）
- 《1735-1905的美国福音派文明哲学》（2015）